# اتنون
اِتِنون (به انگلیسی: Ethenone) با فرمول شیمیایی کربنهیدروژناکسیژن یک ترکیب شیمیایی است. که جرم مولی آن 42.04 g/mol می‌باشد. شکل ظاهری این ترکیب، گاز بی‌رنگ است.